# Pinciná
Pinciná (em húngaro: Pinc) é um município da Eslováquia, situado no distrito de Lučenec, na região de Banská Bystrica. Tem 11,92 km² de área e sua população em 2018 foi estimada em 225 habitantes.

## Demografia
| Ano:        | 1994 | 2004   | 2014   | 2024    |
| ----------- | ---- | ------ | ------ | ------- |
| Broj ljudi: | 261  | 245    | 249    | 199     |
| Razlika:    |      | -6,13% | +1,63% | -20,08% |

| Ano:               | 2023 | 2024   |
| ------------------ | ---- | ------ |
| Número de pessoas: | 197  | 199    |
| Diferença:         |      | +1,01% |